# Seznam kostí lidského těla

Čelní pohled na kostru dospělého člověka

Lidská kostra dospělého člověka je složena zhruba z 206 jednotlivých kostí, které tvoří základní opěrnou soustavu a dodávají lidskému tělu tvar. Jejich počet je značně variabilní, neboť mnoho drobných kostí se vyskytuje pouze u některých jedinců. Nejčastěji se jedná o sesamské kůstky, oddělení apofýz nebo variabilní počet obratlů, ale vzácně se může jednat i o celé kosti jako například přídatné žebro. Kosti kostnatí postupně v průběhu stárnutí zhruba do věku dvaceti let. Při tomto procesu se mění chrupavčitá nebo vazivová tkáň na kostní.
Obecně má lidská kostra řadu funkcí, jako je opora, tvar lidského těla, krvetvorba a zásobárna některých minerálů. Jednotlivé funkce se liší s ohledem na jednotlivé kosti a stáří člověka. Obecně platí, že v dospělosti krvetvorba probíhá v plochých kostech a koncových částech dlouhých kostí.

Pohled na kostru dospělého člověka zezadu

## Hlava

### Mozkovna(neurocranium)
- Kost čichová (os ethmoidale)
- Kost temenní (os parietale)
- Kost týlní (os occipitale)
- Kost spánková (os temporale)
- Kost klínová (os sphenoidale)

### Obličejová část lebky(splanchnocranium)
- Kost slzná (os lacrimale)
- Sluchové kůstky (ossicula auditus)
  - Kladívko (malleus)
  - Kovadlinka (incus)
  - Třmínek (stapes)
- Kost patrová (os palatinum)
- Dolní nosní skořepa (concha nasalis inferior)
- Kost nosní (os nasale)
- Horní čelist (maxilla)

- Mezičelist (os incisivum, os praemaxillare)
- Dolní čelist (mandibula)
- Jazylka (os hyoideum)
- Radličná kost (Vomer)
- Kost čelní (os frontale)
- Kost lícní (os zygomaticum)

## Osový skelet
- Krční obratle (vertebrae cervicales)
- Hrudní obratle (vertebrae thoracicae)
- Bederní obratle (vertebrae lumbales)
- Kost křížová (vertebrae sacrales / os sacrum)
- Kost kostrční (os coccygis)
- Kost hrudní (sternum)
- Žebra (costae)

## Pletenec horní končetiny
- Klíční kost (clavicula)
- Lopatka (scapula)

## Kosti horní končetiny
- Kost pažní (humerus)
- Kost vřetenní (radius)
- Kost loketní (ulna)
- Kosti zápěstní (ossa carpi)
  - Kost trojhranná (os triquetrum)
  - Kost hrášková (os pisiforme)
  - Kost háková (os hamatum)
  - Kost hlavatá (os capitatum)
  - Kost botičková (os trapezoideum)
  - Kost člunková (os scaphoideum)
  - Kost poloměsíčitá (os lunatum)
  - Kost sedlová (os trapezium)
- Kosti záprstní (ossa metacarpi)
- Články prstů (ossa digitorum manus / phalanges)

## Pletenec dolní končetiny
- Pánev (pelvis)
  - Kost křížová (os sacrum) (zároveň součást páteře)
  - Kost kostrční (os coccygis)
  - Kost pánevní (os coxae)
    - Kost kyčelní (os ilium)
    - Kost sedací (os ischii)
    - Kost stydká (os pubis)

## Kosti dolní končetiny
- Kost stehenní (femur / os femoris)
- Čéška (patella)
- Kost lýtková (fibula)
- Kost holenní (tibia)
- Kosti zánártní (ossa tarsi)
  - Kost hlezenní (talus)
  - Kost patní (calcaneus)
  - Kost loďkovitá (os naviculare)
  - Kost klínová prostřední (os cuneiforme intermedium)
  - Kost klínová přístřední (os cuneiforme mediale)
  - Kost klínová boční (os cuneiforme laterale)
  - Kost krychlová (os cuboideum)
- Kosti nártní (ossa metatarsi)
- Články prstů nohy (ossa digitorum pedis / phalanges)